# 5월 21일
5월 21일은 그레고리력으로 141번째(윤년일 경우 142번째) 날에 해당한다.

## 사건
- 996년 - 신성 로마 제국, 오토 3세가 16살의 나이로 황제가 되다.
- 1674년 - 폴란드-리투아니아, 슐라흐타로부터 당선된 얀 3세 소비에스키가 폴란드-리투아니아 연방의 왕이 되다.
- 1871년 - 프랑스, 파리 코뮌에 대해 정부군이 진압을 시작하다.
- 1900년 - 의화단 운동: 북경 주재 외교단이 청나라 정부에게 의화단을 엄격히 진압하여 주도록 요구하다.
- 1927년 - 미국, 찰스 린드버그가 최초로 미국 롱아일랜드에서 프랑스 파리까지 대서양 무착륙 단독 횡단 비행에 성공하다.
- 1938년 - 일본 오카야마현 쓰야마시에서 2시간 동안 31명(범인 자신 포함)이 살해되고 3명이 중경상을 입는 쓰야마 사건이 일어나다.
- 1939년 - 프랑스 선교사 끌로에 드 셍피르가 절에서 찬송가를 부르다 처형당함
- 1940년 - 제2차 세계 대전: 독일군, 불로뉴를 점령하고 영국군과 프랑스군을 분리시키다.
- 1960년 - 대한민국, 내각책임제 개헌안 공고. (대한민국 헌법 참조)
- 1964년 - 대한민국, 새벽 4시 반에, 무장한 육군공수단 소속 군인 13명이 구급차를 타고 서소문동 대법원 청사에 난입한 데 이어 숙직판사 양헌(梁憲)의 자택으로 몰려가 학생 시위와 관련된 영장 발부를 요구하다.
- 1991년 - 인도의 전 총리 라지브 간디가 인도 남부 타밀나두주에서 선거 유세 중 접근한 여성의 자폭 테러로 숨지다.
- 1993년 - 인도네시아 법원, 동티모르 독립투사이자 현재 동티모르의 대통령인 사나나 구스마오에게 종신형 선고. (그 후 20년으로 감형)
- 1998년 - 인도네시아의 대통령 수하르토 사임, 후임에 바하루딘 유숩 하비비 대통령 선출.
- 2004년 - 대한민국의 법원이 병역법 위반 사건에서 양심에 따른 병역 거부에 최초로 무죄를 선고하다(2002고단3940). 해당 사건 관련 대법원에서는 유죄, 헌법재판소에서는 합헌 판단이 내려졌다.

## 문화
- 1904년 - 국제 축구 연맹이 창설되다.
- 2005년 - 미국 뉴저지주 잭슨시의 식스 플래그스 그레이트 어드벤처에 세계에서 가장 높은 롤러코스터 킹다 카가 개장하다.
- 2008년 - UEFA 챔피언스리그: 맨체스터 유나이티드가 첼시를 승부차기 끝에 6:5로 꺾고 세 번째 UEFA 챔피언스리그 우승을 차지하였다.
- 2015년 - 대한민국 프로야구 삼성라이온즈의 구자욱이 두산베어스를 상대로 홈런을 쏘아올리며 역대 팀통산 첫 번째 4000홈런을 기록하였다.

## 탄생
- 1471년 - 독일의 화가, 판화가, 조각가 알브레히트 뒤러. (~1528년)
- 1527년 - 스페인의 국왕 펠리페 2세. (~1598년)
- 1688년 - 영국의 시인 알렉산더 포프. (~1744년)
- 1799년 - 영국의 화석 수집상, 고생물학자 메리 애닝. (~1847년)
- 1816년 - 라이베리아의 초대 총리이자 제2대 대통령 스티븐 벤슨. (~1865년)
- 1844년 - 프랑스의 화가 앙리 루소. (~1910년)
- 1868년 - 미국의 정치인 월터 웰포드. (~1952년)
- 1894년 - 대한민국의 독립운동가, 교육자, 경찰관, 정치인 조병옥. (~1960년)
- 1902년 - 미국의 야구인 얼 에이버릴. (~1983년)
- 1910년 - 영국의 타이타닉호 침몰 사고 생존자 버트럼 딘. (~1992년)
- 1911년 - 대한민국의 목사 방지일. (~2014년)
- 1913년 - 그리스의 피아노 연주자 지나 바카우어. (~1976년)
- 1914년 - 프랑스의 소설가 로맹 가리. (~1980년)
- 1921년 - 소련의 과학자, 사회운동가 안드레이 사하로프. (~1989년)
- 1925년 - 대한민국의 비전향 장기수 홍경선.
- 1934년 - 스웨덴의 생화학자 벵트 잉에마르 사무엘손. (~2024년)
- 1935년 - 대한민국의 관료 겸 정치인 윤석천. (~2009년)
- 1936년 - 말레이시아의 정치인 압둘 타입 마흐무드. (~2024년)
- 1937년 - 대한민국의 정치인 곽정출. (~2019년)
- 1940년 - 영국의 가수, 기타 연주자 토니 셰리던. (~2013년)
- 1942년 - 대한민국의 정치인 김태환.
- 1943년 - 대한민국의 배우 이신재. (~2020년)
- 1953년 - 필리핀의 배우 노라 아노르. (~2025년)
- 1955년 - 러시아의 군인, 정치인 세르게이 쇼이구.
- 1956년 - 독일의 페어 스케이터 타실로 티르바흐. (~2025년)
- 1957년 - 네덜란드의 배우 레네이 사우텐데이크.
- 1958년 - 미국의 수학자 커티스 맥멀린.
- 1959년
  - 미국의 법률가 로레타 린치.
  - 몰디브의 정치인 압둘라 야민.
- 1960년 - 미국의 연쇄 살인범 제프리 다머. (~1994년)
- 1963년 - 대한민국의 전 야구 선수 류중일.
- 1965년 - 대한민국의 법조인 조은석.
- 1967년 - 캐나다의 프로 레슬링 선수 크리스 벤와. (~2007년)
- 1968년 - 대한민국의 방송인, 전 아나운서 진양혜.
- 1969년 - 미국의 성우 쿠라타 마사요.
- 1971년
  - 대한민국의 의사 최경희.
  - 대한민국의 화가 원태연.
- 1972년
  - 미국의 힙합 가수 노토리어스 B.I.G.. (~1997년)
  - 대한민국의 가수 백자.
  - 대한민국의 야구 선수 위재영.
- 1974년
  - 대한민국의 전 야구 선수 이경필.
  - 대한민국의 희극인 이재훈.
- 1975년 - 대한민국의 배우 전진우.
- 1977년 - 남아프리카 공화국의 축구 선수 퀸턴 포춘.
- 1979년 - 대한민국의 전 야구 선수 송혁.
- 1980년 - 대한민국의 영화 배우 주영호.
- 1983년
  - 일본의 성우 시미즈 카오리.
  - 대한민국의 전 야구 선수 이경환.
  - 대한민국의 가수 손대희.
- 1984년 - 인도계 미국인 소프트웨어 엔지니어, 사업가 파라그 아그라왈.
- 1985년
  - 대한민국의 전 스타크래프트 프로게이머 서지수.
  - 대한민국의 전 아나운서 김예솔.
  - 영국의 래퍼, 축구 선수 카노.
- 1986년
  - 대한민국의 태권도 선수 황경선.
  - 대한민국의 가수 김진호 (SG 워너비).
  - 대한민국의 가수 소진 (걸스데이).
  - 크로아티아의 축구 선수 마리오 만주키치.
- 1987년
  - 대한민국의 배우 이슬아.
  - 대한민국의 축구 선수 이종민.
  - 대한민국의 축구 선수 김성민.
- 1988년
  - 대한민국의 가수, 뮤지컬 배우 박규리 (카라).
  - 대한민국의 미스코리아 김주리.
- 1990년
  - 대한민국의 배우 주새벽.
  - 대한민국의 펜싱 선수 최인정.
- 1991년
  - 미국의 군인 힐다 클레이턴.
  - 대한민국의 연극, 뮤지컬 연출가, 프로듀서 김현준.
  - 대한민국의 축구 선수 이호석.
  - 대한민국의 가수 모니카.
- 1992년
  - 대한민국의 가수 안예은.
  - 대한민국의 농구 선수 김영훈.
  - 일본의 성우 야마시타 세이이치로.
- 1993년
  - 미국의 가수 아론 (뉴이스트).
  - 대한민국의 가수 유지애 (러블리즈).
  - 대한민국의 인터넷 방송인 김동현.
  - 대한민국의 가수 초이.
- 1994년
  - 대한민국의 모델 김라라
  - 잉글랜드의 다이빙 선수 톰 데일리.
- 1996년
  - 대한민국의 배우, 모델 이상헌.
  - 일본의 배구 선수 코가 사리나.
- 1997년 - 대한민국의 배우 최우성.
- 1998년 - 대한민국의 아나운서 최지은.
- 2003년 - 대한민국의 수영 선수 황선우.
- 2004년 - 대한민국의 야구 선수 김범석.
- 2008년 - 대한민국의 바둑 기사 조상연.

## 사망
- 252년 - 중국 삼국시대 오나라의 초대 황제 손권. (182년~)
- 954년 - 중국 후당의 정치인 풍도. (882년~)
- 1086년 - 송나라의 개혁 정치인 왕안석. (1021년~)
- 1645년 - 조선 인조의 적장자 소현세자. (1612년~)
- 1786년 - 스웨덴의 화학자 칼 빌헬름 셸레. (1742년~)
- 1928년 - 일본의 미생물학자, 세균학자 노구치 히데요. (1876년~)
- 1953년 - 독일의 수학자 에른스트 체르멜로. (1871년~)
- 1973년 - 소련의 군인 이반 코네프. (1897년~)
- 1988년 - 이탈리아의 파시스트 정치인 디노 그란디. (1895년~)
- 2005년 - 대한민국의 기업가 정세영. (1928년~)
- 2015년 - 대한민국의 기업인, 사회기관 단체인, 신양문화재단 명예이사장 정석규. (1929년~)
- 2017년 - 대한민국의 태생 미국 입양인 출신 화제인물 필립 클레이. (1974년~)
- 2018년
  - 대한민국의 음향 연출 감독 김벌래. (1941년~)
  - 이탈리아의 배우 안나 마리아 페레로. (1934년~)
- 2020년
  - 대한민국의 군인, 정치인, 외교관 류병현. (1924년~)
  - 미국의 경제학자 올리버 E. 윌리엄슨. (1932년~)
- 2022년 - 미국의 신학자 로즈메리 래드퍼드 류터. (1936년~)
- 2023년 - 북아일랜드의 영화배우 레이 스티븐슨. (1964년~)
- 2025년 - 스코틀랜드의 철학자 앨러스터 매킨타이어. (1929년~)

## 기념일
- 부처님 오신 날 - 1980년, 1991년, 2010년, 2094년
- 부부의 날: 대한민국
- 사회복지관의 날: 1983년 5월 21일, 사회복지사업법 일부 개정으로 복지시설의 지원을 명문화한 것을 기념해 제정, 대한민국
- 세계문화다양성의 날(영어판)
- 해군의 날(영어판): 칠레
- 세인트헬레나 데이: 1502년 세인트헬레나의 발견을 기념하는 날
- 키아누 리브스의 날 : 2021년 5월 21일 매트릭스 4, 존 윅 4 동시 개봉을 기념해 제정.

## 같이 보기
- 전날: 5월 20일 다음날: 5월 22일 - 전달: 4월 21일 다음달: 6월 21일
- 음력: 5월 21일
- 모두 보기